# 1-Бромбутан
1-Бромбутан представляет собой броморганическое соединение с формулой CH3(CH2)3Br. Бесцветная жидкость, хотя загрязнённые образцы кажутся желтоватыми. Не растворяется в воде, но растворим в органических растворителях. В основном используется в качестве источника бутильной группы в органическом синтезе. Это один из нескольких изомеров бутилбромида.

## Получение
Получают по реакции радикального присоединения бромоводорода к бутену-1, протекающей как  антимарковниковское присоединение.
1-Бромбутан также можно получить из бутанола-1 обработкой бромистоводородной кислотой:
{\displaystyle {\ce {CH3(CH2)3OH + HBr -> CH3(CH2)3Br + H2O}}}

## Химические свойства
Как первичный галогеналкан, он склонен к реакциям типа SN2. Обычно используется в качестве алкилирующего агента. При реакции с металлическим магнием в сухом эфире даёт соответствующий реактив Гриньяра. Такие соединения используются для присоединения бутильной группы к различным субстратам.
1-Бромбутан является предшественником в синтезе н-бутиллития:
{\displaystyle {\ce {2Li + C4H9X -> C4H9Li + LiX}}}, где X = Cl, Br
Литий, используемый в этой реакции, содержит 1-3 % натрия. Когда бромбутан является реагентом, продукт представляет собой гомогенный раствор, состоящий из смешанного кластера, содержащего как LiBr, так и LiBu.

## Примечание
1. 1 2  David R. Lide, Jr. Basic laboratory and industrial chemicals (англ.): A CRC quick reference handbook — CRC Press, 1993. — ISBN 978-0-8493-4498-5
2. ↑  Oliver Kamm, C. S. Marvel, R. H. Goshorn, Thomas Boyd, And E. F. Degering «Alkyl And Alkylene Bromides» Org.
3. ↑  Brandsma, L. Preparative Polar Organometallic Chemistry I / Brandsma, L., Verkraijsse, H. D.. — Berlin : Springer-Verlag, 1987. — ISBN 3-540-16916-4.